# Hauptstraße 24 (Merkendorf)
Das Wohnhaus Hauptstraße 24 ist ein zweigeschossiger Satteldachbau in der Hauptstraße 24, Ecke Schulstraße der Stadt Merkendorf im Fränkischen Seenland (Mittelfranken) und steht unter Denkmalschutz.

## Bau
Das Gebäude wurde im 18. oder frühen 19. Jahrhundert errichtet und weist ein Fachwerkobergeschoss auf.